# Adèfags
Els adèfags (Adephaga, en grec "voraç") són un subordre l'ordre coleòpters amb més de 40.000 espècies classificades en 11 famílies, és el segon subordre més gran després dels polífags. Es tracta de coleòpters altament especialitzats com ara els membres de les famílies Carabidae, Cicindelinae, Dytiscidae i Gyrinidae.

## Morfologia
Els adèfags tenen antenes filiformes, no pectinades, i sense maça terminal. La galea del primer parell de maxil·les normalment té dos segments. Els adults tenen visible la sutura notopleural. La primera esternita abdominal visible està completament separada per les coxes posteriors, que és una de les característiques principals que defineixen els adèfags. Tenen cinc segments en els tarsos.
Els plecs transversos de les ales posteriors estan a prop del noto. La nervadura mitjana finalitza allà, on s'uneix a la nervadura crucial.
Tenen quatre tubs de Malpighi. Al contrari d'altres coleòpters, les cambres vitel·lines alternen amb les cambres ovulars en el tub ovàric. El testicle és espiral i tubular i té un sol fol·licle, i els ovaris són politròfics.

## Glàndules químiques
Totes les famílies d'adèfags tenen glàndules pigidials parells localitzades dorsalment a la regió posterior de l'abdomen que secreten productes químics repel·lents. Les glàndules consisteixen en complexes invaginacions de la cutícula amb cèl·lules epidèrmiques contigües al tegument. Les glàndules no tenen connexió amb el recte i s'obren en la vuitena tergita abdominal.
Les secrecions passen dels lòbuls secretors, que són agregacions de les cèl·lules secretores, a través d'un tub a un reservori connectat a un múscul. Aquest reservori s'estreny formant un tub que té una vàlvula d'obertura. Els lòbuls secretors difereixen estructuralment d'un tàxon a un altre: poden ser allargats, ovals, dividits basalment, apicalment, o no segmentats. Els escarabats bombarders (subfamília Brachininae i nombroses espècies relacionades) són capaços d'expulsar amb força i a distància els seus productes tòxics quan són molestats.

## Hàbitat
Els adèfags habiten coves fins al dosser més elevat de les selves tropicals, i hàbitats de clima alpí. Les formes corporals d'alguns estan estructuralment modificades per adaptar-se als hàbitats; hi ha famílies senceres que són aquàtiques (Dityscidae); els membres de la Gyrinidae viuen a la interfície aire-aigua, els Rhysodinae a fusta, els Paussinae en nius de formigues.

## Alimentació
Moltes espècies són predadores. Altres menys típiques formes d'alimentació són: algues (Haliplidae), llavors (Harpalinae), micofagia (Rhysodinae), cargols (Licininae i Cychrinae). Algunes espècies són ectoparasitoides d'insectes (Brachininae i Lebiinae) o de Diplopoda (milpeus) (Peleciinae).

## Reproducció i estadis larvals
Algunes espècies són ovovivípars, com Pseudomorphinae. Les larvas són actives, amb cutícula ben quitinitzada, sovint amb llargs cercs i cinc potes segmentades acabades en dues ungles. Les larves tenen el labre fusionat i no tenen mola mandibular.

## Filogènia
Els adèfags van separar-se del seu grup germà des del Permià superior i, el més recent avantpassat comú vivent dels adèfags probablement va existir en el Triàsic Inferior, fa prop de 240 milions d'anys. Tant els representants aquàtics com els terrestres apareixen en el registre fòssilés del Triàsic Superior. La fauna del Juràssic estava constituïda per Trachypachidae, Carabidae, Gyrinidae, Haliplidae. La diversificació a nivell de família i tribu es va produir en el Mesozoic, amb unes poques tribus radiant explosivament durant el Terciari.
La filogènia dels adèfags és controvertida. El grup es dividia tradicionalment en dos subgrups:
- Geadephaga, comprenent les dues famílies terrestres, Carabidae i Trachypachidae (Trachypachidae de vegades és considerada una subfamília de caràbids).
- Hydradephaga, reunint totes les altres famílies, que són aquàtiques.

## Taxonomia
Segons Lawrence & Newton els adèfags se subdivideixen en les següents famílies i subfamílies:
- Fam. Aspidytidae Ribera,et al., 2002[2]
- Fam. Meruidae Spangler & Steiner, 2005[3]
- Fam. Gyrinidae Latreille, 1810
  - Subfam. Spanglerogyrinae Folkerts, 1979
  - Subfam. Gyrininae Latreille, 1810
- Fam. Haliplidae Aubé, 1836
- Fam. Trachypachidae C. G. Thomson, 1857
- Fam. Noteridae C. G. Thomson, 1860
  - Subfam. Phreatodytinae Uéno, 1957
  - Subfam. Noterinae C. G. Thomson, 1860
- Fam. Amphizoidae LeConte, 1853
- Fam. Hygrobiidae Régimbart, 1878
- Fam. Dytiscidae Leach, 1815
  - Subfam. Copelatinae Van den Branden, 1885
  - Subfam. Laccophilinae Gistel, 1856
  - Subfam. Hydroporinae Aubé, 1836
  - Subfam. Colymbetinae Erichson, 1837
  - Subfam. Dytiscinae Leach, 1815
  - Subfam. Aubehydrinae Guingot, 1942
- Fam. Rhysodidae Laporte, 1840
- Fam. Carabidae Latreille, 1802
  - Subfam. Paussinae Latreille, 1807
  - Subfam. Gehringiinae Darlington, 1933
  - Subfam. Omophroninae Bonelli, 1810
  - Subfam. Carabinae Latreille, 1802
  - Subfam. Cicindelinae Latreille, 1802
  - Subfam. Hiletinae Schiödte, 1847
  - Subfam. Loricerinae Bonelli, 1810
  - Subfam. Elaphrinae Latreille, 1802
  - Subfam. Migadopinae Chaudoir, 1861
  - Subfam. Siagoninae Bonelli, 1813
  - Subfam. Scaritinae Bonelli, 1810
  - Subfam. Trechinae Bonelli, 1810
  - Subfam. Harpalinae Bonelli, 1810
  - Subfam. Pseydomorphinae Newman, 1842
  - Subfam. Brachininae Bonelli, 1810